# Cefísia
Cefísia o Cefisia (grec antic: Κηφισία, Kephisía) era un demos pertanyent a l'Àtica en l'antiga Grècia.

Cefisia, al centre, al costat del Pentèlic.

Es trobava a uns 14,5 km d'Atenes, a l'est del Mont Pentèlic.

## Història
Estrabó, citant Filòcor, afirmà que Cefisia era una de les dotze ciutats fundades a l'Àtica pel mític rei d'Atenes Cecrops, i que de seguida Teseu va unir a la ciutat d'Atenes.
Al segle xviii diversos viatgers van assegurar que havien trobat a Kifisià, una font d'aigües netes i boscos ombrívols.
L'any 2001 Kifisià tenia 66.484 habitants.